# Simó (germà de Jesús)
Simó o Simon era un germà de Jesús, segons el Nou Testament. Es dona a entendre que el nom de sa mare era Maria, i els seus germans eren Jacob el Just, Josep i Judes.
En Mateu 13:55, la gent pregunta sobre Jesús: «No és aquest el fill del fuster? No es diu sa mare Maria, i sons germans, Jacob, Josep, Simó i Judes?», mentre que en Marc 6:3 es pregunten: «No és aquest el fuster, fill de Maria, germà de Jacob, de Josep, de Judes i de Simó? No estan també ací amb nosaltres ses germanes?».
L'Església catòlica defineix una doctrina que els «germans de Jesús» no eren fills biològics de María, el que forma part de la doctrina de la virginitat perpètua de Maria; per tant, rebutgen la idea que Simó era un fill biològic de Maria, la qual cosa suggereix que els anomenats desposyni eren o fills de Josep d'un matrimoni anterior (en altres paraules, mig germans) o bé eren primers de Jesús. L'Enciclopedia Catòlica suggereix que Simó pot ser la mateixa persona que Simeó de Jerusalem o Simó el Zelota. Els estudiosos protestants consideren a Simó com a germà de Jesús.
James Tabor, en el seu polèmic llibre The Jesus Dynasty [La dinastia de Jesús], suggereix que Simó era el fill de Maria i de Cleofás. Així mateix, Robert Eisenman suggereix que era Simó Cefas (Simó la Roca), conegut en grec com Pere (de petros=roca), qui va dirigir la comunitat cristiana jueva després de la mort de Jacob l'any 62 d.C.